# St. Johannes Baptist (Oberbernbach)

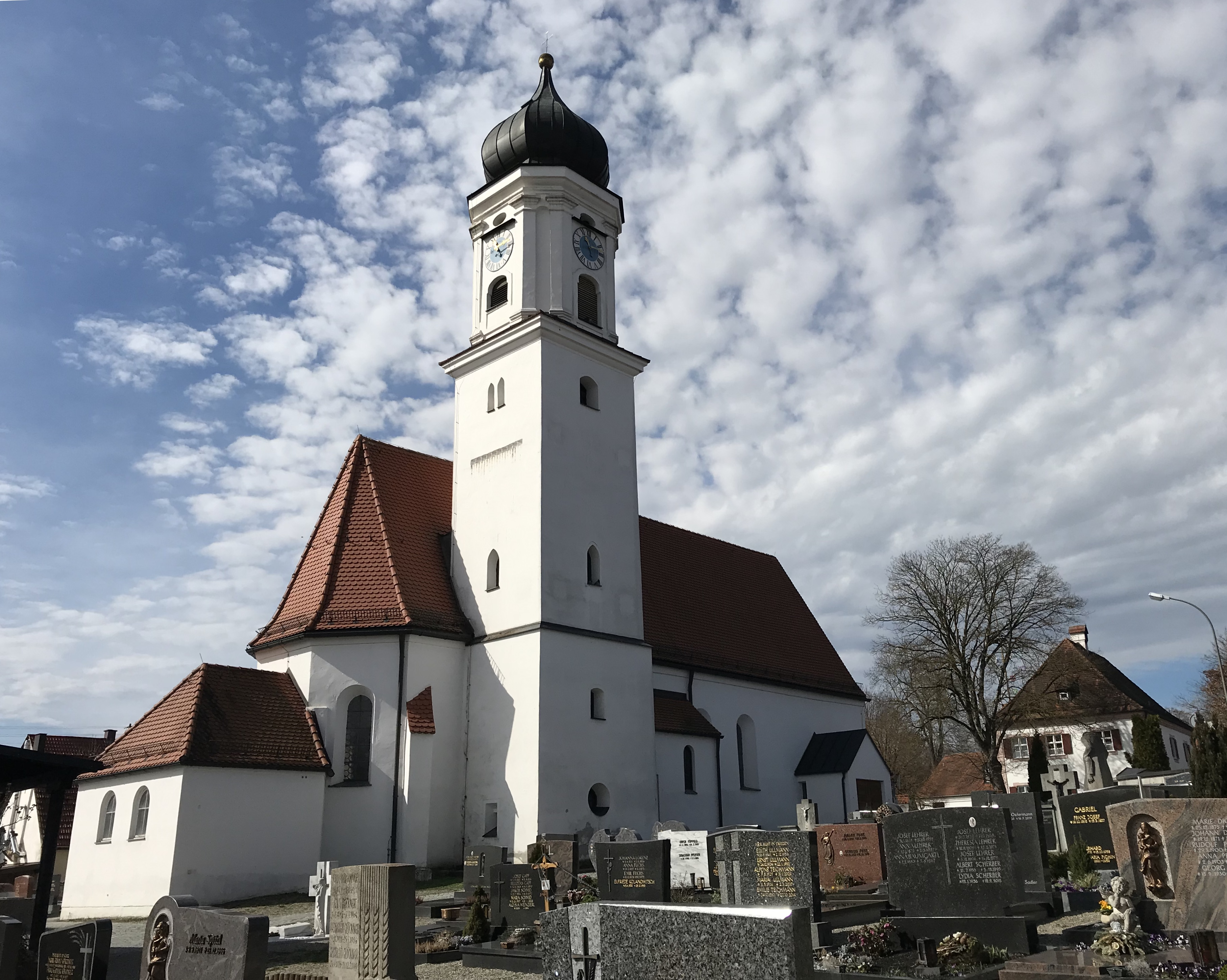
St. Johannes Baptist in Oberbernbach

Die katholische Pfarrkirche St. Johannes Baptist ist ein Baudenkmal in Oberbernbach bei Aichach.

## Geschichte
Das Langhaus der Kirche ist aus dem 12. Jahrhundert, wohingegen Chor und Turmunterbau vermutlich aus dem 15. Jahrhundert stammen. Um 1720/30 wurde das Gebäude umgestaltet und vermutlich auch der Turm erhöht. 1863/64 wurde das Gotteshaus nach Westen verlängert.

## Baubeschreibung
St. Johannes Baptist ist ein flachgedeckter Saalbau mit eingezogenem, dreiseitig geschlossenem Chor unter einer Stichkappentonne. Der nördliche Zwiebelturm hat einen quadratischen Grundriss und ein reich gegliedertes Oktogon. Die Westfassade ist durch Lisenen gegliedert.

## Ausstattung
Der Stuck der Kirche um 1720/30 wird Matthias Lotter zugeschrieben. Über dem Chorbogen findet sich ein Deutschordenswappen. Die Fresken aus der Zeit um 1720/30 wurden später erneuert. Sie zeigen im Chor die Trinität und seitlich Putten mit den Arma Christi. In Nebenfeldern im Langhaus sind Szenen der Passion Christi dargestellt und über den Fenstern und der Empore Szenen aus dem Leben Mariens. Im Langhaus findet sich ein Kruzifix aus Holz mit Putten, die das Blut Christi in Kelchen auffangen. Die Altäre sind aus der Zeit um 1700, die klassizistische Kanzel entstand um 1770/80.